# Dialium cochinchinense
Dialium cochinchinense är en ärtväxtart som beskrevs av Jean Baptiste Louis Pierre. Dialium cochinchinense ingår i släktet Dialium och familjen ärtväxter. IUCN kategoriserar arten globalt som nära hotad. Inga underarter finns listade i Catalogue of Life.